# Le donne lo sanno
Le donne lo sanno è un brano musicale scritto da Luciano Ligabue, terzo singolo estratto dall'album Nome e cognome (2005) nei primi mesi del 2006.
È stato frequentemente trasmesso in radio, raggiungendo la posizione numero 1 dell'airplay.

## Descrizione
È un'esplicita ammissione della superiorità delle donne sugli uomini, per caparbietà, ecletticità e dolcezza nel pensare e nell'agire.
Il cantautore è arrivato a dire che sarebbe stato sufficiente ripetere indefinitamente solo il titolo all'interno del testo per spiegare il concetto.

## Il video musicale
Diretto da Silvio Muccino, è stato girato il 3 marzo all'aeroporto di Casale Monferrato (AL) e poi diffuso dal 20 marzo. Nel video compare anche Chiara Tortorella, figlia di Cino Tortorella, il famoso Mago Zurlì della televisione.
- Videoclip ufficiale, su YouTube. URL consultato il 9 gennaio 2015.

È stato inserito nei DVD Secondo tempo del 2008 e Videoclip Collection del 2012, quest'ultima distribuita solo nelle edicole. Presente anche nei vari DVD del Nome e cognome tour 2006.

## Tracce
1. Le donne lo sanno – 4:28 (Luciano Ligabue)

## Formazione
- Luciano Ligabue - voce

### La Banda
- Federico Poggipollini - chitarra
- Niccolò Bossini - chitarra
- Antonio Righetti - basso
- Fabrizio Simoncioni - tastiera, cori

### Altri musicisti
- Alessandro Lugli - batteria

## Classifiche
| Classifica (2006) | Posizione massima |
| ----------------- | ----------------- |
| Italia            | 13                |

### Classifiche di fine anno
| Classifica (2006) | Posizione |
| ----------------- | --------- |
| Italia            | 38        |